# Midi-Pyrénées
Midi-Pyrénées Franciaország egyik, délkeleten található egykori régiója 2015. december 31-éig. Nyolc megye alkotja: Ariège, Aveyron, Haute-Garonne, Gers, Lot, Hautes-Pyrénées, Tarn és Tarn-et-Garonne. Székhelye Toulouse, fontosabb települései Albi, Auch, Blagnac, Cahors, Castres, Colomiers, Lourdes, Millau, Montauban, Muret, Rodez, Tarbes, Toulouse, Tournefeuille. Több mint 45 ezer négyzetkilométeres területével Francia Guyana után akkor a legnagyobb francia régió volt.
Viszonylag újkeletű régió, az V. köztársaság alatt hozták létre, főleg Languedoc és Gascogne tartományok területén, azzal a szándékkal, hogy egy Toulouse központú régiót alkossanak.
A 2014. évi közigazgatási reform keretében néhány új közigazgatási régió létrehozásáról és a korábbiak közül több összevonásáról döntöttek. 2016. január 1-jén  Midi-Pyrénées-t Languedoc-Roussillon-nal együtt az újonnan alakított Okcitánia közigazgatási régió része lett.

## Turizmus
Fontosabb látnivalók, turisztikai célpontok:
- Conques
- Pech Merle barlang
- Saint-Cirq-Lapopie
- Saint-Just de Valcabrère bazilika
- Saint-Bertrand de Comminges
- Roqueforti barlangok
- Millau-i völgyhíd
- Pic du Midi de Bigorre hegycsúcs és obszervatórium
- Rocamadour
- Pont Valentré
- Champollion múzeum
- Cordes-sur-Ciel
- Lourdes
- Mas-d'Azil barlang
- Château de Foix
- Saint-Pierre de Moissac apátság
- Canal du Midi
- Château de Montségur
- Saint-Ferréol tó
- Sainte-Cécile d'Albi katedrális
- Auch
- Place du Capitole (Toulouse)
- Saint-Sernin bazilika (Toulouse)
- Cirque de Gavarnie